# Lukovac (Korčula)
Lukovac je manjši naseljen otok v Jadranskem morju. Pripada Hrvaški. Nahaja se v Lastovskem kanalu, ob zahodnem delu južne obale otoka Korčule, približno 2200 m od njegove obale. Najbližji sosednji otok je Veli Pržnjak, približno 400 metrov zahodno. Je katastrski del občine Vela Luka.
Njegovo območje je 0,037578 km². Dolžina obale je 777 m in se dviga do 13 m od morja.